# Albánská armáda

Nášivka pro člena albánské armády.

Albánská armáda (Albanian: Forcat e Armatosura të Republikës së Shqipërisë (FARSH)) je součástí ozbrojených sil Albánie a byla zformována po vyhlášení nezávislosti v roce 1912. Spojené velitelství albánské armády se nachází v městě Drač. Spojené velení zahrnuje všechny operační jednotky Albánského námořnictva, letectva, brigády rychlého nasazení a oddílu comandos.

## Vybavení
- Typ 59
- M113
- Typ 63
- HMMWV

## Historie

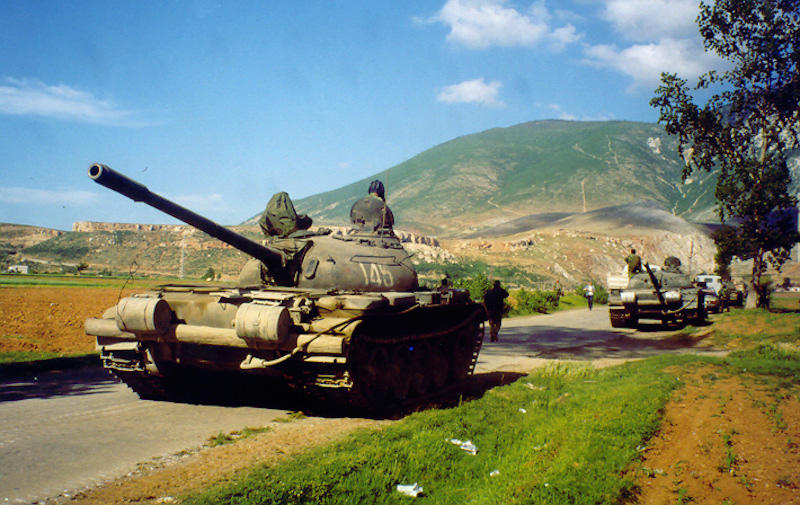
Čínské tanky typu 59 (bojující v rámci albánské armády) poblíž hranice s Kosovem (květen 1999). Albánská reakce na Jugoslávskou snahu vyčistit pohraničí od členů UÇK.

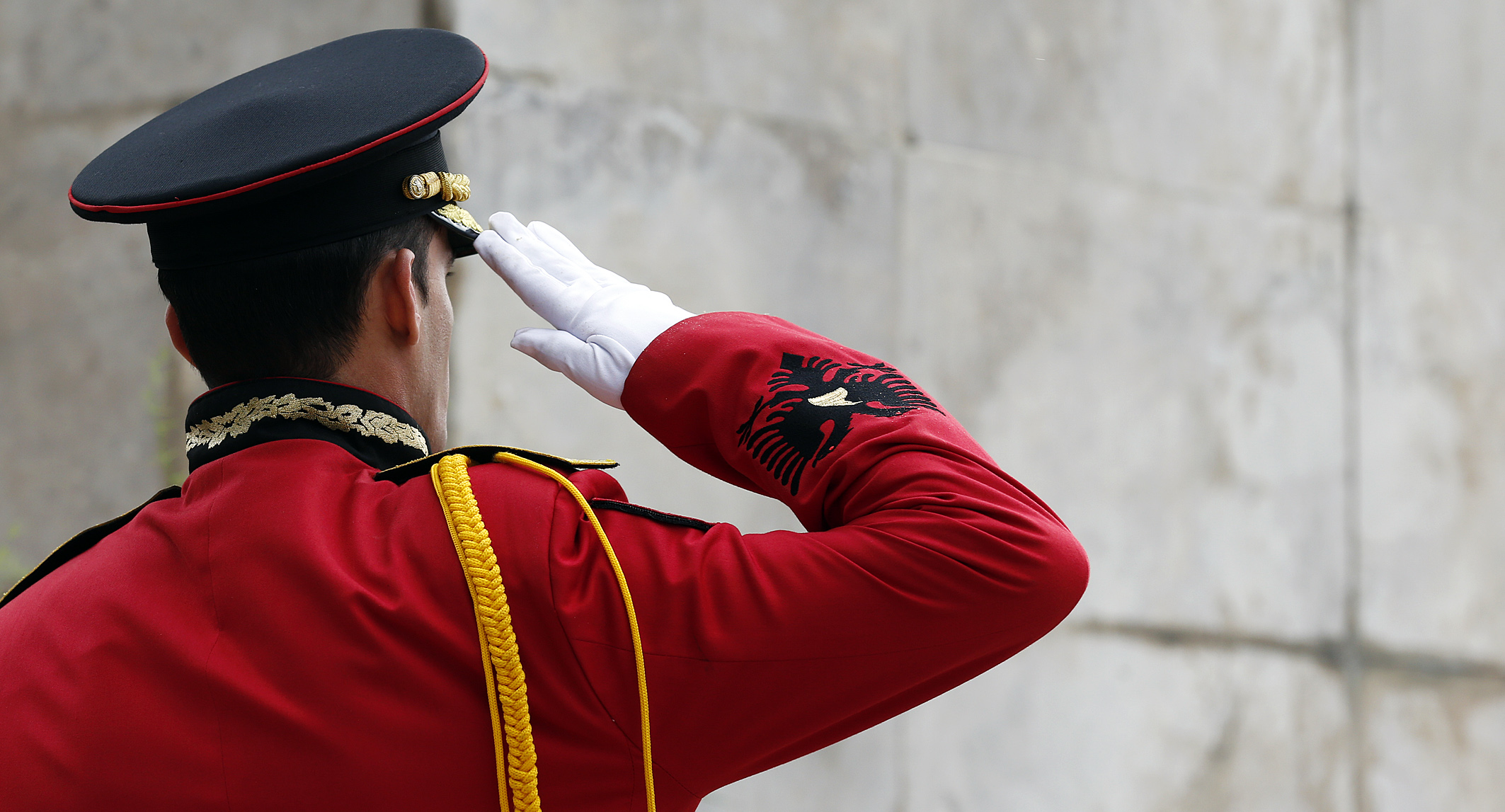
Albánský voják ve slavnostní uniformě.

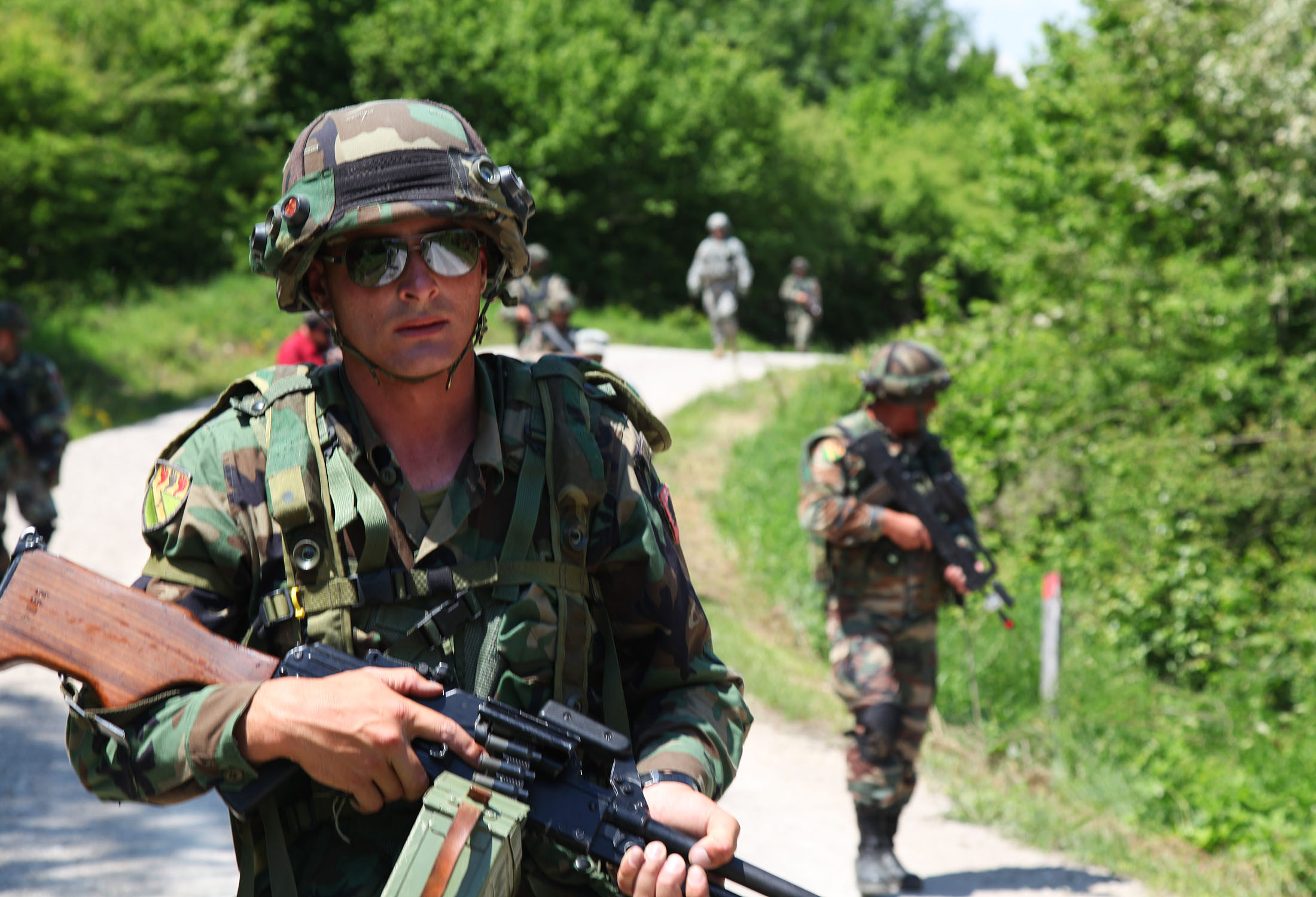
Společné americko-chorvatské cvičení v okolí chorvatského horského města "Slunj". Cvičení se účastnily malé oddíly z dalších zemí býv. Jugoslávie. Na snímku vidíte albánského vojáka (2012).

V roce 1939 byla Albánie obsazena italskou armádou. Po osvobození Albánie patřila do východního bloku. V roce 1955 vstoupila do Varšavské smlouvy. 13. září 1968 z paktu vystoupila na protest proti okupaci Československa. Fakticky však ukončila aktivní členství už v roce 1962, kdy Enver Hodža odmítl Chruščovovu koncepci mírového soupeření se Západem.
Později se Albánie orientovala na komunistickou Čínu, a odebírala zbraně od ní. Díky izolacionismu a obavám ze sovětské invaze, byly albánské pozemní síly předimenzovány a vynakládaly se velké výdaje na jejich udržování. Podporou byla rozsáhlá síť statisíců malých bunkrů po celé zemi. Tento koncept gerilového boje byl převzat od Čínské lidové armády.

## Po roce 1991
V devadesátých letech prošla albánská armáda výraznou reformou. Během Války v Kosovu poskytla Albánie přístřeší tisícům kosovských uprchlíků a intenzivně spolupracovala s NATO řešení tohoto konfliktu. Albánští vojáci se zúčastnili stabilizační mise SFOR v Bosně a Hercegovině a také operací ISAF v Afghánistánu.
Po rozsáhlé modernizaci armády se v roce 2008 Albánie stala členem NATO.